# Joseph Moses Levy
Pour les articles homonymes, voir Lévy.
Joseph Moses Levy (15 décembre 1812 - 12 octobre 1888) est un éditeur de presse britannique. 

## Biographie
Il est né à Londres le 15 décembre 1812 de Moses Levy et Helena Moses. Il fait ses études à l' école Bruce Castle, après quoi il est envoyé en Allemagne pour apprendre le métier d'imprimeur. À son retour en Angleterre, il crée une imprimerie à Shoe Lane, Fleet Street. Levy s'est impliqué dans l'industrie de la presse et en 1855, il est le propriétaire du Sunday Times. 
Le colonel Arthur Sleigh fonde le Daily Telegraph & Courier le 29 juin 1855 et Levy accepte d'imprimer le journal. L'entreprise n'a pas été un succès et quand Sleigh n'a pas pu payer sa facture d'impression, Levy a repris le journal. 
En 1855, dix journaux étaient publiés à Londres. Le Times, à sept pence, était le plus cher et avait un tirage de 10 000 exemplaires. Ses deux principaux concurrents, le Daily News et le Morning Post, coûtent tous deux cinq pence. Levy pense que s'il peut produire un journal moins cher que ses principaux concurrents, il pourrait étendre la taille du marché global. 
Levy décide que son fils, Edward Levy-Lawson et Thornton Leigh Hunt (en), vont diriger le journal. Lorsqu'il relance le journal le 17 septembre 1855, Levy utilise le slogan, "le plus grand, le meilleur et le moins cher des journaux du monde". En quelques semaines, le penny The Daily Telegraph dépasse The Times, et en janvier 1856, Levy pouvait annoncer que la diffusion avait atteint 27 000 exemplaires. 
Le premier Daily Telegraph soutient le Parti libéral et des causes progressistes telles que la campagne contre la peine capitale. Il a également appelé à la réforme de la Chambre des lords et à l'interdiction des châtiments corporels dans les forces armées. 
Le livre de Karl Marx, Herr Vogt, publié en 1860, comprenait une attaque antisémite personnelle contre Levy, après que le Daily Telegraph ait réimprimé un article de Carl Vogt critiquant Marx .
Levy est fortement impliqué dans la production du Daily Telegraph. En plus de gérer le journal, il écrit également des critiques de théâtre et d'art. 
Levy est décédé à son domicile, Florence Cottage, le 12 octobre 1888, à Ramsgate, Kent .

## Vie privée
Pendant la majeure partie de sa vie, Levy a vécu au 51 Grosvenor Street, à Londres. Il épouse Esther Cohen en 1830. 
Levy a sept enfants, dont six avec Cohen. Leur fils Edward Levy-Lawson (1er baron Burnham), détient le Daily Telegraph et a considérablement accru son succès. Edward Levy-Lawson est le grand-père du Maj. Hon. Sir John Spencer Coke . 